# Emīls Grapmanis
Emīls Grapmanis (ur. 11 stycznia 1903 w Plavinu na Łotwie (należącej wtedy do Rosji), zm. 7 sierpnia 1989 w Felbach w RFN) – łotewski wojskowy (podpułkownik), oficer w Generalnym Inspektoracie łotewskich oddziałów SS pod koniec II wojny światowej.
23 maja 1919 r. wstąpił do nowo formowanej armii łotewskiej jako szeregowiec. W maju 1920 r. ukończył akademię wojskową, dostając stopień podporucznika. Dostał przydział do 7 Pułku Piechoty w Siguldzie, a w 1923 r. został przeniesiony do sztabu Dywizji Łatgalskiej. W 1924 r. awansował na porucznika. W tym samym roku przeszedł do redakcji pisma wojskowego „Latvijas Kareivis”. W 1933 r. został zastępcą redaktora naczelnego, a w 1934 r. objął funkcję redaktora, dostając stopień kapitana. Od 1937 r. był adiutantem ministra wojny w stopniu podpułkownika. W 1940 r. przeniesiono go do magazynów armijnych. Po aneksji Łotwy przez Sowietów został w październiku 1940 r. zwolniony ze służby wojskowej. Po zajęciu obszaru Łotwy przez wojska niemieckie w 1941 r., podjął współpracę z okupantami. Od 27 grudnia 1943 r. pełnił funkcję szefa Departamentu Kulturalno-Dobroczynnego w Generalnym Inspektoracie łotewskich oddziałów SS w stopniu Waffen-Obersturmbannführera der SS, a od 1 czerwca 1944 r. do 2 maja 1945 r. – szefa Departamentu Dobroczynnego. Po zakończeniu wojny przedostał się do Szwecji, a następnie do RFN, gdzie zmarł 7 sierpnia 1989 r.
Był odznaczony m.in. łotewskim Orderem Trzech Gwiazd 5 klasy i Krzyżem Chwały Aizsargi oraz litewskim Medalem 10-lecia Niepodległości.